# Cantone di Saint-Gaultier
Il Cantone di Saint-Gaultier è una divisione amministrativa dell'arrondissement di Le Blanc. e dell'arrondissement di Châteauroux.
A seguito della riforma approvata con decreto del 18 febbraio 2014, che ha avuto attuazione dopo le elezioni dipartimentali del 2015, è passato da 8 a 34 comuni.

## Composizione
Gli 8 comuni facenti parte prima della riforma del 2014 erano:
- Chitray
- Luzeret
- Migné
- Nuret-le-Ferron
- Oulches
- Rivarennes
- Saint-Gaultier
- Thenay

Dal 2015 i comuni appartenenti al cantone sono i seguenti 34:
- Beaulieu
- Bélâbre
- Bonneuil
- Chaillac
- Chalais
- La Châtre-Langlin
- Chazelet
- Chitray
- Dunet
- Lignac
- Luant
- Luzeret
- Mauvières
- Méobecq
- Migné
- Mouhet
- Neuillay-les-Bois
- Nuret-le-Ferron
- Oulches
- La Pérouille
- Parnac
- Prissac
- Rivarennes
- Roussines
- Sacierges-Saint-Martin
- Saint-Benoît-du-Sault
- Saint-Civran
- Saint-Gaultier
- Saint-Gilles
- Saint-Hilaire-sur-Benaize
- Thenay
- Tilly
- Vendœuvres
- Vigoux